# سیه‌نا

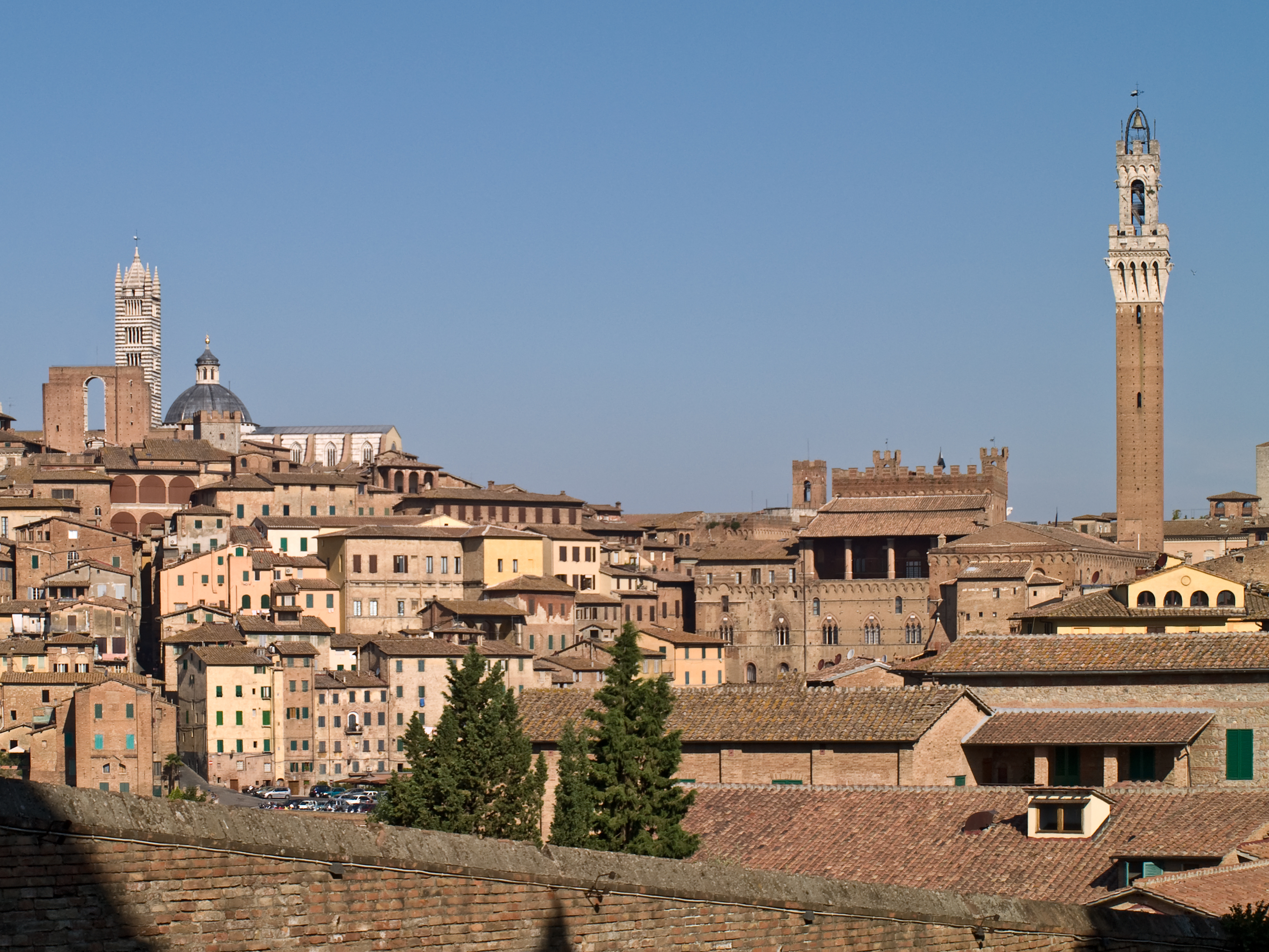

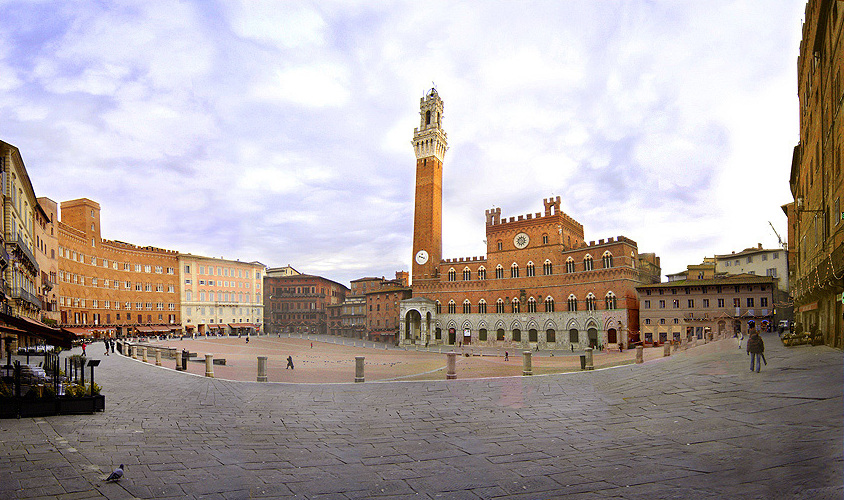

سیه‌نا یا سی‌یِنا ( ‎/siˈɛnə/‎ see-EN-ə ، ایتالیایی: [ˈsjɛːna] () شهری در توسکانی، ایتالیا است. این مرکز استان سیه‌نا است .
مرکز تاریخی سیینا توسط یونسکو به عنوان میراث جهانی اعلام شده است. این کشور یکی از پر بازدید ترین جاذبه های گردشگری کشور با بیش از 163،000 ورود بین المللی در سال 2008 است. سیینا به دلیل غذاهای خود ، هنر ، موزه ها ، منظره قرون وسطایی و پالیو مشهور است ، یک مسابقه اسب در سال دو بار برگزار می شود. 

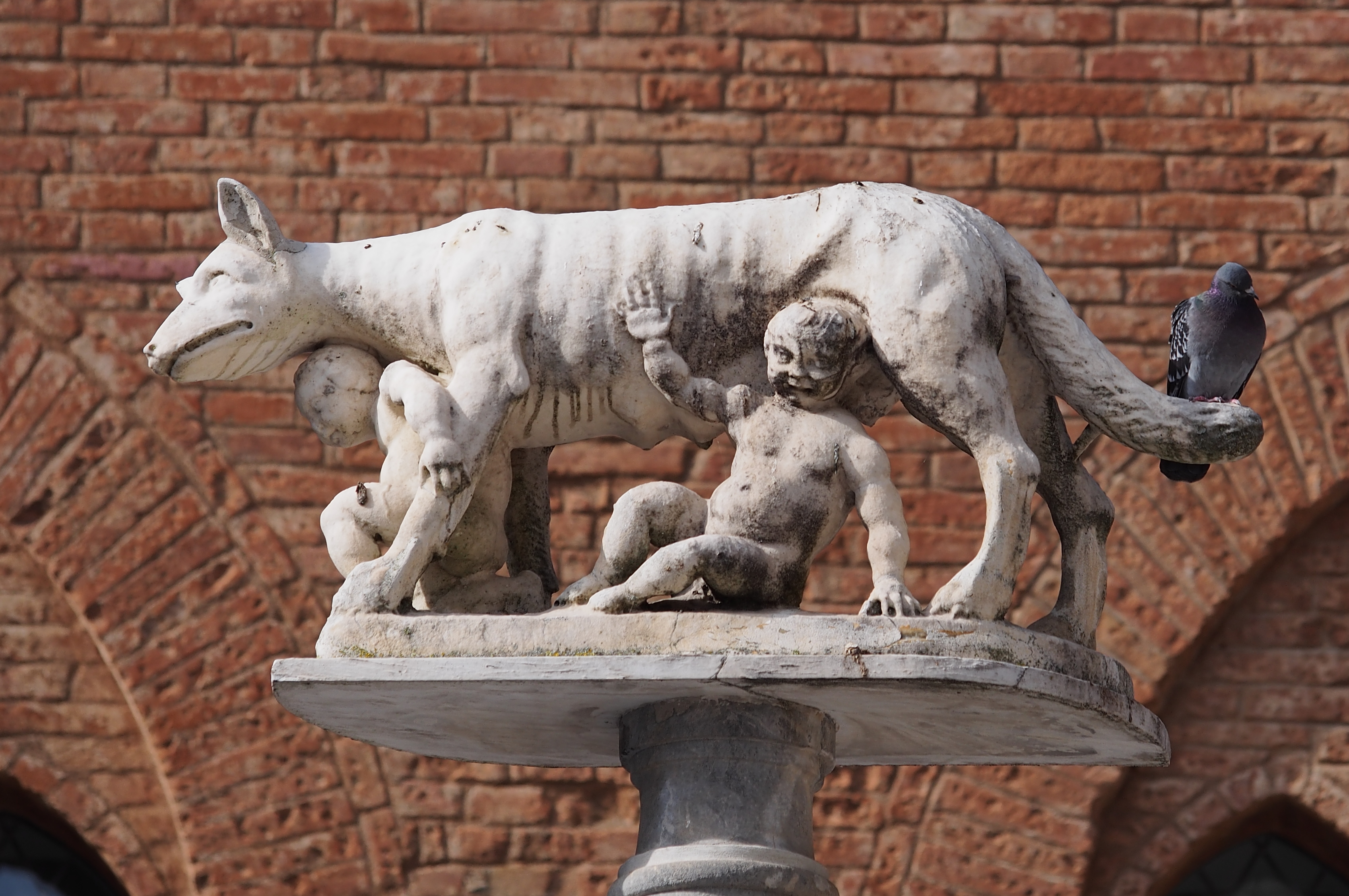
گدر Siena Duomo. طبق افسانه ای Siena توسط Senius و Aschius ، دو پسر Remus تاسیس شد. هنگامی که آنها از رم گریختند ، مجسمه گرگ شی را به سیینا بردند که به نمادی از شهر تبدیل شد.

سیه‌نا، مانند سایر اهل توسکانی شهرهای تپه، برای اولین بار در زمان  اتروسک حل شد (ج. 900-400   قبل از میلاد مسیح) هنگامی که در قبیله ای به نام سینا سکونت داشت.
Etruscans قبیله ای از افراد پیشرفته بودند که شکل و ظاهر مرکزی ایتالیا را برای بازیابی زمین های قبلی غیرمسئول تغییر می دادند ، و عرف آنها از ساخت شهرک های خود در قلعه های مرتفع تپه حمایت می کردند. شهری رومی به نام siena julia در زمان امپراتور آگوستوس در این مکان بنا شد . برخی از باستان شناسان ادعا می کنند که سیینا برای یک دوره توسط یک قبیله گالی به نام Senones کنترل می شد . 
طبق افسانه محلی ، سینا توسط Senius و Aschius ، دو پسر Remus و  برادرزاده رومولوس تأسیس شد و پس از آنها روم نامگذاری شد. ظاهرا پس از قتل پدر توسط رومولوس، آنها از رم فرار کردند، با توجه به آنها مجسمه او گرگ شیر خوار نوزادان ( گرگ کاپیتول ) درست شد، که در نتیجه ی تصاحب نماد برای شهر است.
برخی ادعا می کنند که نام Siena از Senius گرفته شده است. سایر etymologies این نام را از نام خانوادگی Etruscan Saina ، نام خانوادگی رومی Saenii یا کلمه لاتین Senex "قدیمی"  به دست آمده .
این شهر مرکز جمهوری سیه نا در سالهای 1125 لغایت 1355 میلادی بوده است که در همسایگی جمهوری فلورانس و جمهوری پونیفیچیو از جمهوریهای دولت شهری ایتالیا قدیم بوده است. بنای جمهوری سیه‌نا به طور سنتی به سال 1125 برمی‌گردد، سالی که در آن آخرین نماینده سلطنتی دولت اسقف‌ها در آن زمان در راس شهر و حومه اطراف آن خلع شد. یک دولت کنسولی برای اداره ایالت در اوایل دوره آن منصوب شد. مانند بسیاری از شهرهای شهری قرون وسطایی، سیه‌نا نیز کنسول‌ها را به عنوان اولین توسعه دادگستری داشت. در 1125 دفتر کنسول Sænensis به Manco نسبت داده شد. 

## جغرافیا
Siena در بخش مرکزی توسکانی واقع شده است ، در وسط منظره وسیع کوهستانی بین دره رودخانه اربیا (جنوب) ، دره مرس (جنوب غربی) ، دره السا (شمال) ، تپه های Chianti (شمال شرقی ) ، Montagnola Senese (غرب) و کرت Senesi (جنوب شرقی).

 این شهر در 322 متر از سطح دریا فاصله دارد.  

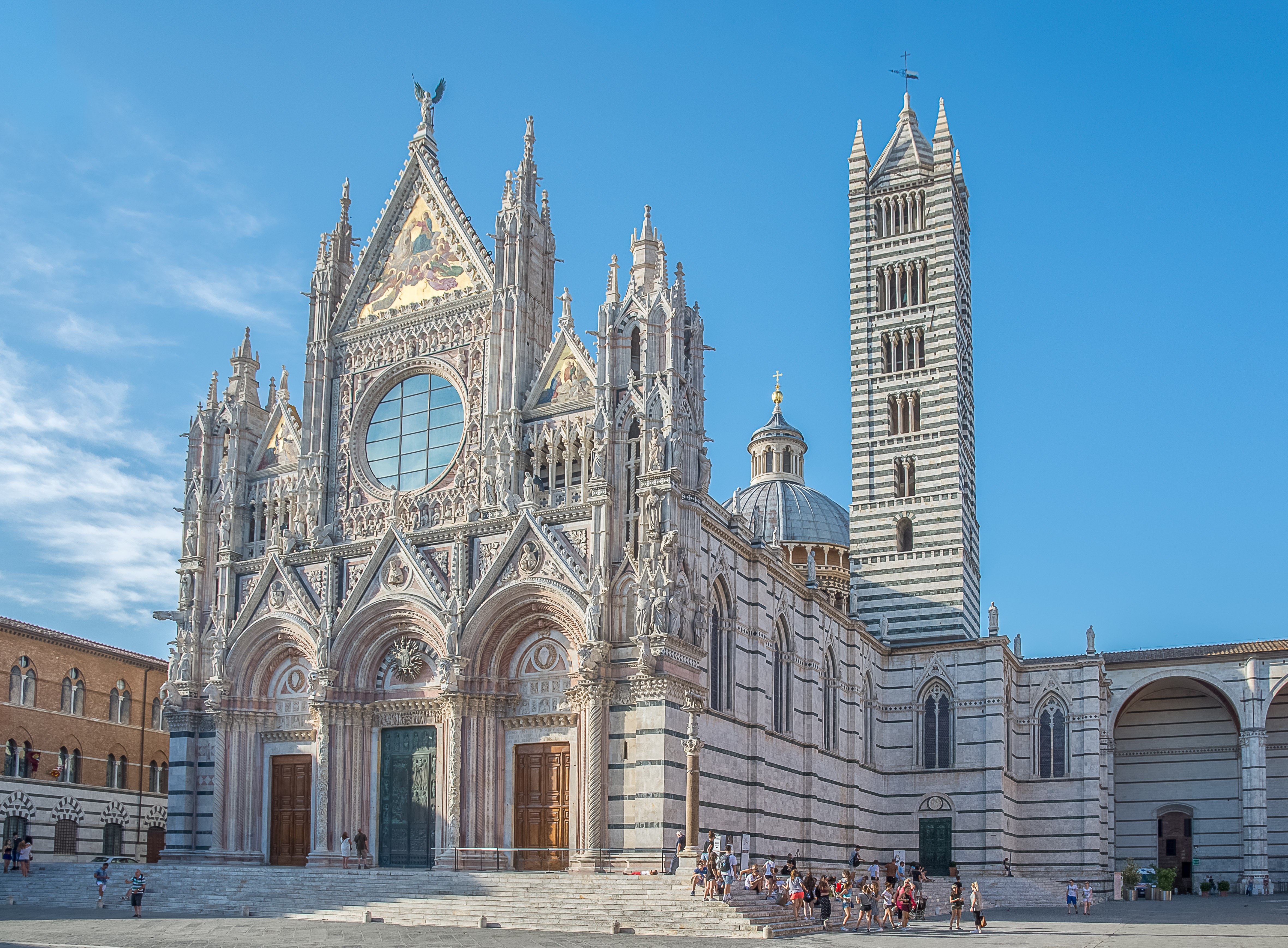
کلیسای جامع Siena

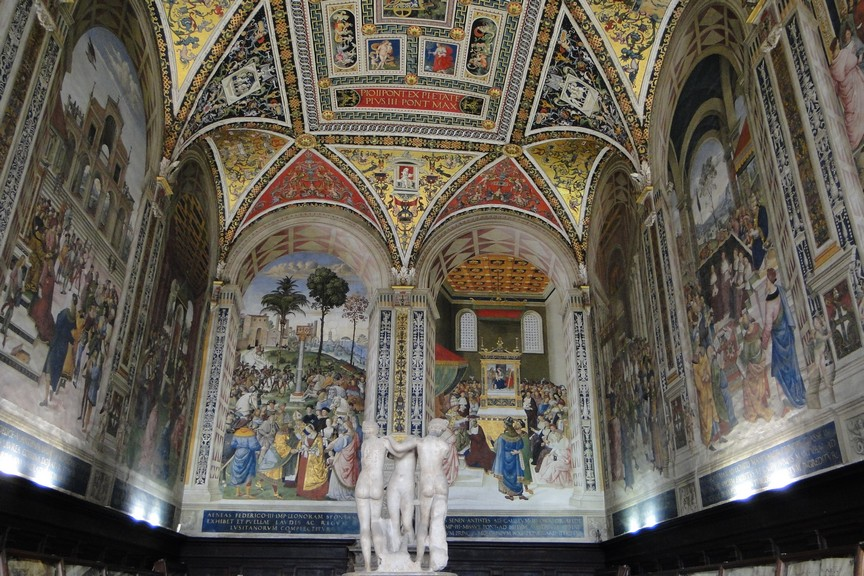
داخل کلیسای جامع Siena.

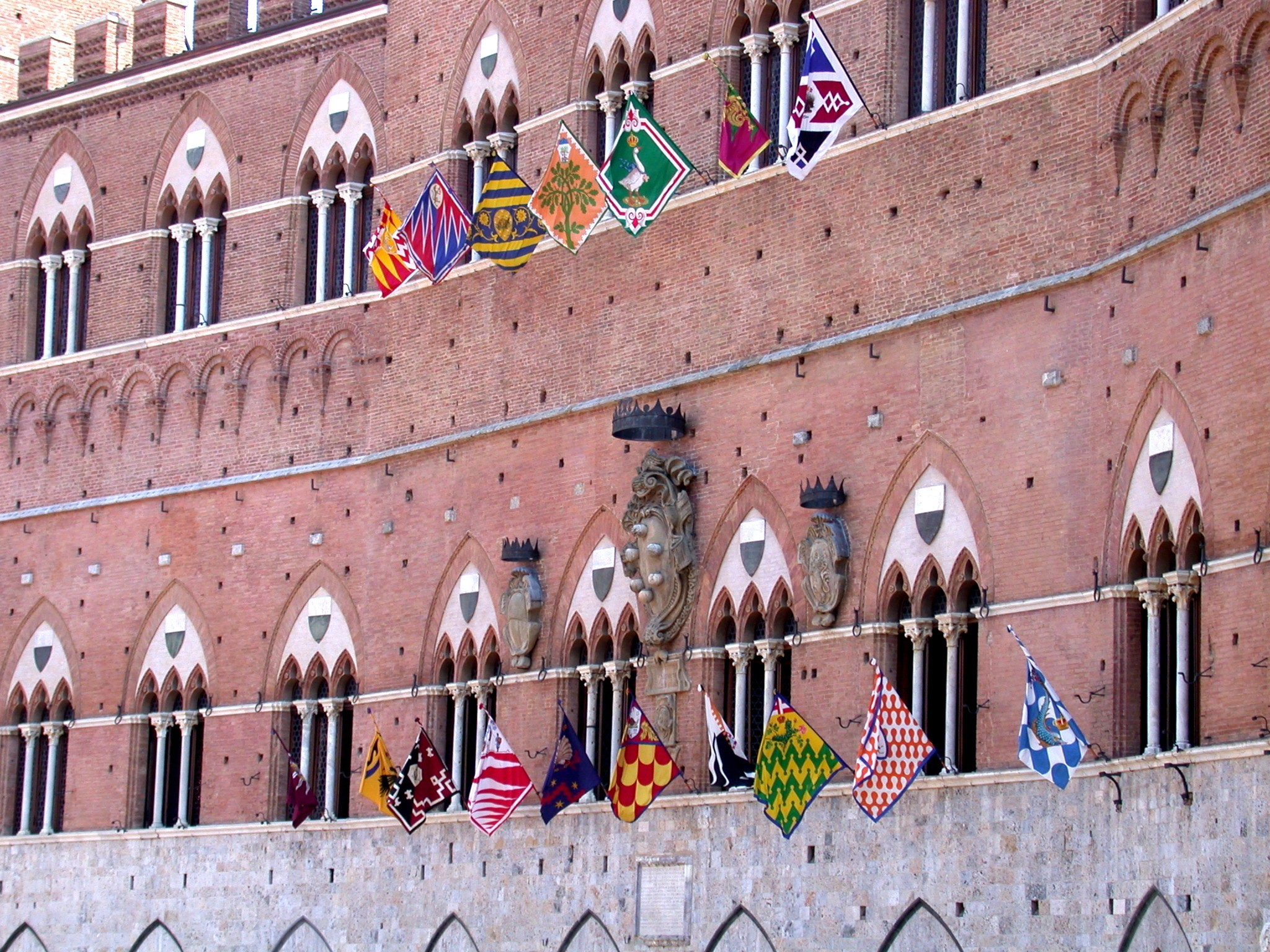
نما از Palazzo Pubblico (شهربازی) در روزهای پالیو.

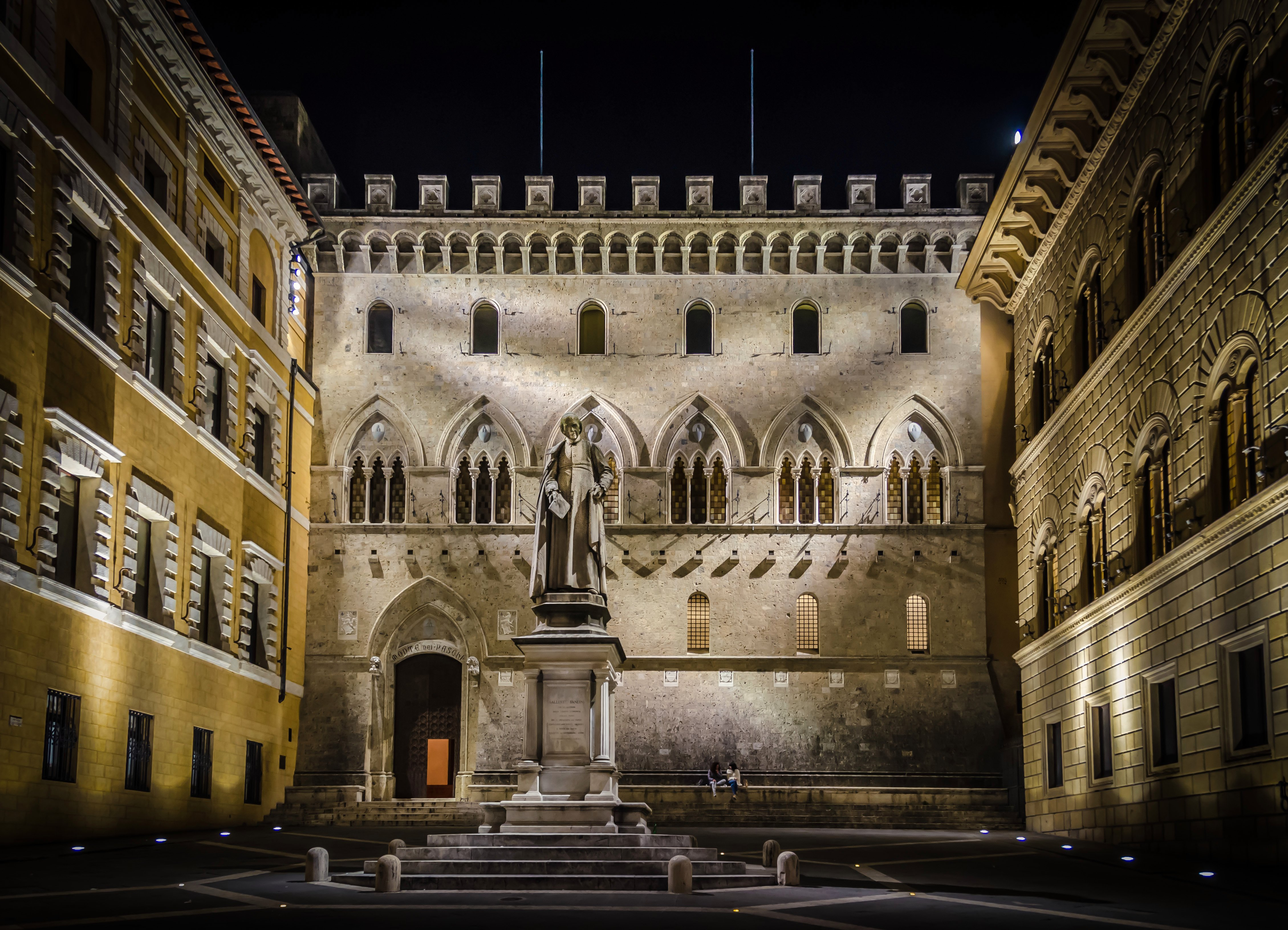
piazza salimbeni

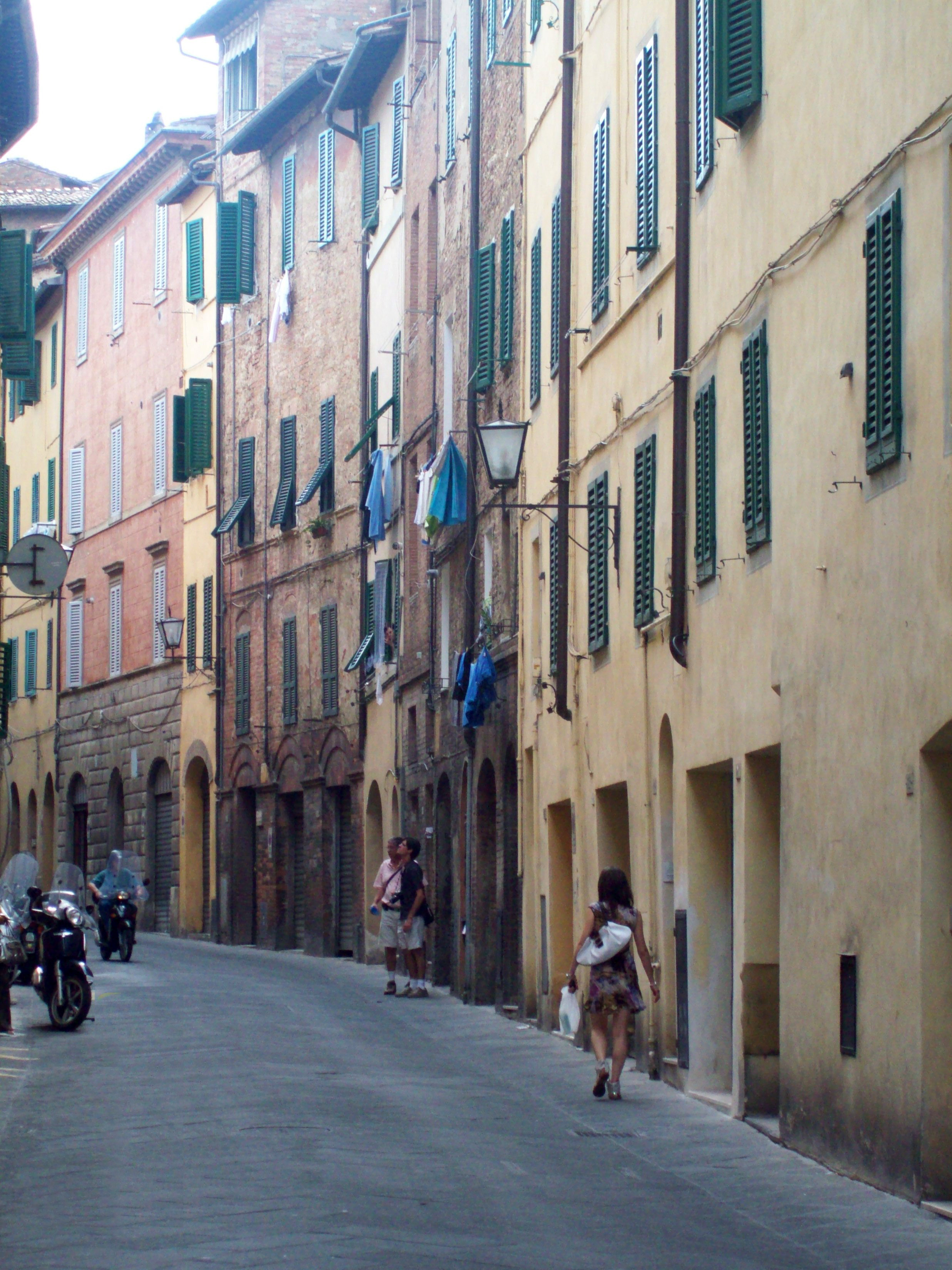
خیابان های قدیمی Siena.

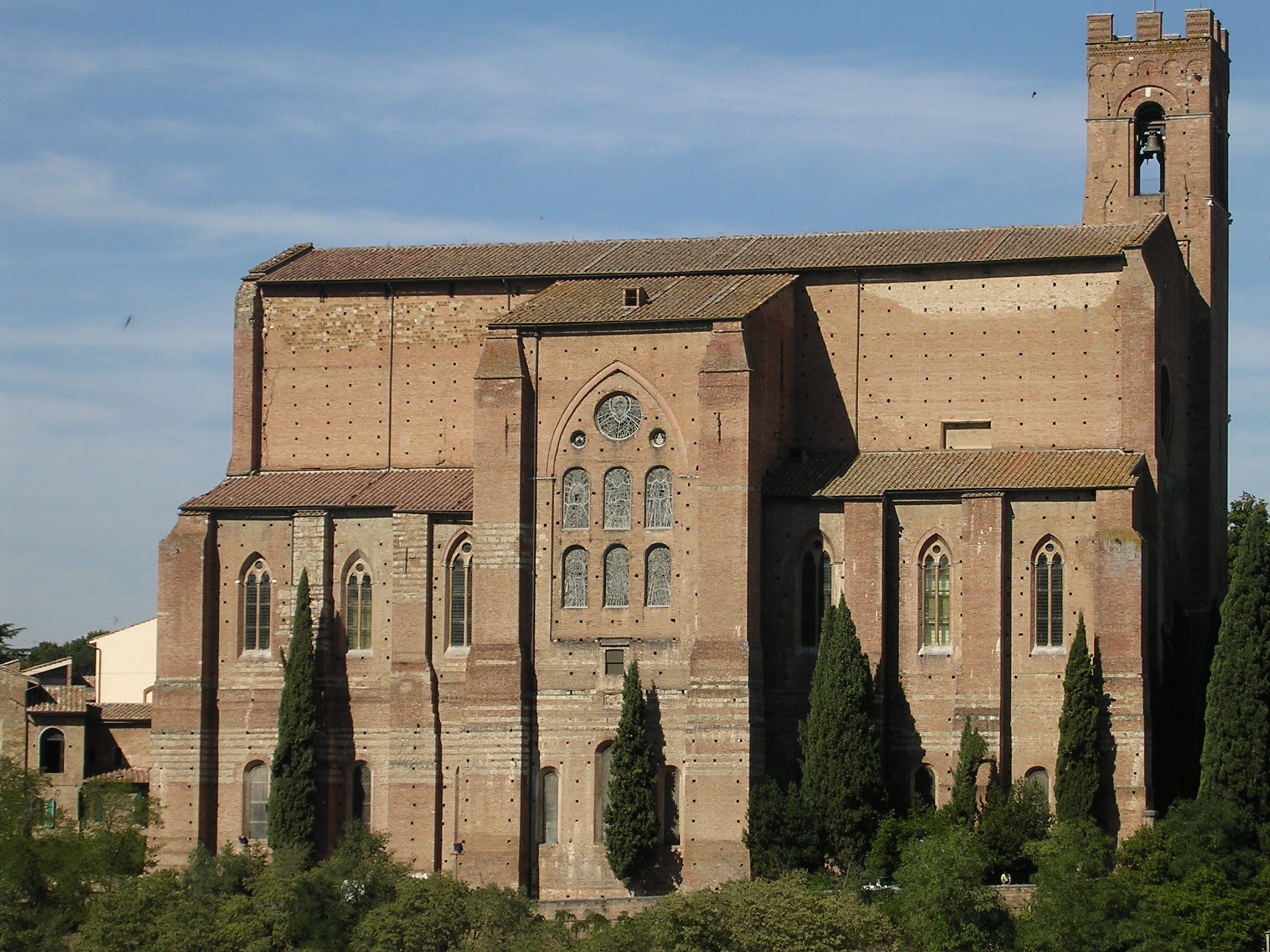
Basilica of San Domenico

| داده‌های اقلیم {{{location}}} | داده‌های اقلیم {{{location}}} | داده‌های اقلیم {{{location}}} | داده‌های اقلیم {{{location}}} | داده‌های اقلیم {{{location}}} | داده‌های اقلیم {{{location}}} | داده‌های اقلیم {{{location}}} | داده‌های اقلیم {{{location}}} | داده‌های اقلیم {{{location}}} | داده‌های اقلیم {{{location}}} | داده‌های اقلیم {{{location}}} | داده‌های اقلیم {{{location}}} | داده‌های اقلیم {{{location}}} | داده‌های اقلیم {{{location}}} |
| ماه                          | ژانویه                       | فوریه                        | مارس                         | آوریل                        | مه                           | ژوئن                         | ژوئیه                        | اوت                          | سپتامبر                      | اکتبر                        | نوامبر                       | دسامبر                       | سال                          |
| ---------------------------- | ---------------------------- | ---------------------------- | ---------------------------- | ---------------------------- | ---------------------------- | ---------------------------- | ---------------------------- | ---------------------------- | ---------------------------- | ---------------------------- | ---------------------------- | ---------------------------- | ---------------------------- |
| [ نیازمند منبع ]             |                              |                              |                              |                              |                              |                              |                              |                              |                              |                              |                              |                              |                              |

## اقتصاد
فعالیت های اصلی گردشگری ، خدمات ، کشاورزی ، صنایع دستی و صنعت نور است. 
در سال 1472 جمهوری مونته دی پاسچی را تأسیس کرد ، بانکی که هنوز فعال است و قدیمی ترین بانک باقی مانده در جهان است.
جمهوری یک مرکز تجاری مهم بود: گندم و نمک از منطقه Maremma تولید می شد . همچنین به لطف توافقنامه انحصاری منعقد شده با خانواده آلدوبراندشی ، پشم و سایر محصولات کشاورزی مانند شراب را کنترل کرد . 
منبع اصلی اقتصادی شهر از فعالیت مبادله پول و وام بانکداران در شهر به دست می آمد.
قدیمی ترین اسناد مربوط به آداب و رسوم نمک سیه نا به قرن سیزدهم باز می گردد . درآمدهای حاصل از انحصار نمک منبع درآمد قابل توجهی برای دولت بود. مراکز مختلف حومه سینا و شهروندان آنها باید نمک را از منطقه Sienese Maremma تهیه می کردند و کالا را با قیمت ثابت خریداری می کردند. رشد تجارت مرتبط با نمک‌دان‌های گروستو که می‌توانست نیازهای پروجای نزدیک و کشورهای همسایه را برآورده کند، در سال 1323 منجر به تأسیس سازمان جدیدی به نام «مونته ثال» شد که به طور همزمان وظایف انحصاری و بانکی را انجام می‌داد. از اواخر قرن چهاردهم بخشی از درآمد حاصل از انحصار نمک صرف پرداخت اجاره بهای سرمایه قرض داده شده توسط طلبکاران دولتی می شد تا با بدهی عمومی فزاینده جمهوری روبرو شود. متعاقباً اتحادیه "دوگان دی پسچی" و نمک نیز برای ارتقای ظرفیت های مالی دولت تلاش شد. با این حال، در اوایل سال 1519، دولت های مختلف تقسیم شده بازگشتند. 
زمین های وسیع چرا در Valdichiana و Maremma Senese چوپانان را از هر دو منطقه تحت کنترل مستقیم Siena و از ایالت های همسایه جذب کرد. برای بهره برداری کارآمد از فعالیت چرا، دولت سینا تصمیم گرفت دفتر ویژه ای به نام "Dogana dei paschi" ایجاد کند که مسئولیت مدیریت سیستم تعرفه متصل به پرورش دام را بر عهده داشت. ساختار داخلی Dogana dei Paschi از یک خزانه دار و 9 افسر تشکیل شده بود که از میان آنها یک "رئیس غیرقابل استیضاح" انتخاب شد. دومی در Maremma مستقر شد و از آنجا گروهی از ورگاری ها را هدایت کرد که برای رعایت قوانین جمهوری و کنترل قلمرو به او تسلیم شده بودند. 

#### بخش معدن
از قرن دوازدهم، علاقه سیه‌نا به تحقیقات معدنی افزایش یافت، زیرا معادن نقره و مس در مارمای سینا که در دوره روم متروکه شده بودند مجدداً تأسیس شدند. علاوه بر معادن مونتیری , سیهنا در سال 1177 معادن نقره دیگری را در اطراف مونته بکاری از کنت تدینی فروسینی و در قرن بعد معادن روکاسترادا و موچتو از خانواده آلدوبراندسکی بدست آورد . با این حال، جمهوری سیه‌نا مستقیماً فعالیت‌های استخراجی را به تنهایی مدیریت نکرد، بلکه ترجیح داد معادن را به صورت قراردادی منعقد کند تا هزینه‌های آن بر دوش بودجه دولتی نیفتد. علایق سینه در مارما با گذشت زمان به تدریج رشد کرد: در سال 1334 "دولت نه" یکی از مقامات خود را به مناطق گروستو و ماسا فرستاد تا مداخلات احتمالی برای بهبود شبکه راه ها را مطالعه کند و سال بعد با فتح جمهوری ماسا ، سینا توانست منطقه معدنی غنی خود را در اختیار بگیرد. طاعون سال 1348 اما باعث فروپاشی شدید فعالیت‌های معدنی Sienese Maremma شد که دیگر نمی‌توانست به سطح تولید قبلی خود بازگردد. 

### هنر
سیه نا در قرن سیزدهم و چهاردهم در هنرها با فلورانس رقابت داشت: نقاش مهم اواخر قرون وسطی دوچیو (1253–1319) یک سینی بود، اما در سراسر شبه جزیره کار می کرد. نقاشی دیواری با عنوان «تمثیل حکومت خوب» ( ایتالیایی : Allegoria del Buon Governo ) که توسط آمبروجیو لورنتستی در سال‌های 1338–1339 در Palazzo Pubblico ، تالار شهر سیه‌نا کشیده شد، نمونه‌ای باشکوه از هنر گوتیک مدنی در جهان به حساب می‌آید. 

## ورزش ها
سیینا از یک سنت دیرینه در ورزش برخوردار بوده است. بسکتبال و فوتبال شاید محبوب ترین در سینا باشد ، اما سایر ورزش ها مانند راگبی و دو و میدانی نیز تمرین می شود.
1. ↑  "Historic Centre of Siena". UNESCO World Heritage Centre. 3 December 2009. Retrieved 19 June 2012.
2. ↑  "Euromonitor Internationals Top City Destinations Ranking > Euromonitor archive". Euromonitor.com. 12 December 2008. Retrieved 9 April 2010.
3. ↑  "Republic of Siena". Wikipedia (به انگلیسی). 2025-01-10.